# Peristedion imberbe
Peristedion imberbe és una espècie de peix pertanyent a la família dels peristèdids.

## Descripció
- Fa 7 cm de llargària màxima.[6][7]

## Hàbitat
És un peix marí i batidemersal que viu entre 247 i 274 m de fondària.

## Distribució geogràfica
Es troba a l'Atlàntic occidental central: des de Nova Jersey fins a Florida, Cuba, Puerto Rico, Veneçuela i Surinam.

## Observacions
És inofensiu per als humans.